# Mahamad Saleh Annadif
Mahamad Saleh Annadif (Arada, 25 de diciembre de 1956) es un político y diplomático de Chad. Desde 2015 es representante especial del secretario general de la ONU en Malí y jefe de la MINUSMA. Fue Ministro de Relaciones Exteriores de 1997 a 2003. Asimismo, retomó su cargo como Ministro de Asuntos Exteriores y, al mismo tiempo, ocupó el puesto de Ministro de Estado desde octubre de 2022 hasta la conclusión de la fase transitoria chadiana en mayo de 2024, desempeñando un papel crucial en la facilitación de dicha transición.

## Trayectoria
Nación en Arada, Chad y trabajó en el departamento de telecomunicaciones del Servicio Nacional de Telecomunicaciones (ONTP) de 1981 a 1982. Como miembro destacado del Frente Nacional para la Liberación del Chad / Consejo Revolucionario Democrático (FROLINAT / CDR), estuvo a cargo de la información y propaganda del grupo de 1982 a 1985; luego fue Vicepresidente Segundo de FROLINAT / CDR de 1985 a 1988. Trabajó nuevamente en la ONTP de 1988 a 1989 como jefe de investigación.

### Trayectoria en el gobierno
De 1989 a 1990 sirvió en el gobierno como Secretario de Estado de Agricultura y más tarde de 1995 a 1997 fue director general de la ONTP.
Annadif fue nombrado Ministro de Relaciones Exteriores el 21 de mayo de 1997. El 9 de enero de 2003, firmó un acuerdo de paz con Mahamat Garfa, el líder rebelde de la Alianza Nacional de la Resistencia (ANR), en Libreville, Gabón, que preveía un alto el fuego y la reinserción de los rebeldes en la sociedad. Fue reemplazado como Ministro de Relaciones Exteriores en 2003 después de seis años. Más tarde, fue nombrado Director del Gabinete del Presidente Idriss Déby, asumiendo el cargo el 9 de septiembre de 2004. En 2006 fue nombrado Representante Permanente de la Unión Africana ante la Unión Europea en mayo de 2006. En 2010 asumió la Secretaría General de la Presidencia en abril de 2010.
El 17 de abril de 2012, Annadif fue arrestado bajo sospecha de malversación de fondos. Negó los cargos y fue puesto en libertad el 17 de julio de 2012.

### Trayectoria en organizaciones internacionales
Annadif fue nombrado Representante Especial de la Unión Africana para Somalia y Jefe de la Misión de la Unión Africana en Somalia (AMISOM) el 1 de noviembre de 2012. En este puesto supervisó 22,000 soldados, principalmente de Uganda, Burundi, Kenia, Etiopía, Yibuti y Sierra Leona. Durante su tiempo en el cargo, Annadif implementó medidas disciplinarias después de que Human Rights Watch revelara que los soldados de la Unión Africana en Somalia violaron y explotaron sexualmente a mujeres y niñas en sus bases de mantenimiento de la paz en la capital somalí, Mogadiscio.
En diciembre de 2015, el Secretario General de las Naciones Unidas, Ban Ki-moon, nombró a Annadif como su Representante Especial para Malí y Jefe de la Misión Multidimensional Integrada de Estabilización de las Naciones Unidas en Malí (MINUSMA), [9] en sustitución de Mongi Hamdi, quien había renunciado sólo un año y medio después de asumir el cargo en medio de dificultades para implementar un acuerdo de paz y mejorar la seguridad en el norte del país. Durante el tiempo de Annadif en el cargo, al-Qaeda en el Magreb Islámico (AQMI) lanzó un ataque en mayo de 2016 en dos sitios de las Naciones Unidas en el norte de Malí, donde un agente de mantenimiento de la paz de China y tres civiles resultaron muertos y más de una docena de heridos. Poco después, el Consejo de Seguridad de la ONU decidió enviar 2.500 fuerzas de paz adicionales a Malí, autorizando a la fuerza a tomar "todos los medios necesarios" para disuadir los ataques.
Annadif es miembro de la Junta Asesora Internacional de la Organización de Prensa Africana (APO).